# Итабирит
Итабирит — гематит из сланцев, разновидность железистого кварцита с малым количеством силикатных минералов (менее 10 %), чем отличается от таконита. Обычно содержит 40-45 % железа, иногда содержание железа в верхних горизонтах доходит до 66 % в результате выхолащивания диоксида кремния. По названию города Итабира в Бразилии. Распространён главным образом в Южной Америке.